# Atletismo nos Jogos Olímpicos de Verão de 2024 - Qualificação
Este artigo detalha a fase de qualificação do atletismo nos Jogos Olímpicos de Verão de 2024. Mais de 1.800 atletas, com uma divisão equitativa entre homens e mulheres, competirão em quarenta e oito eventos de medalhas (vinte e cinco na pista, cinco na estrada: maratona e marcha atlética, dezesseis no campo e dois no combinado). A janela de qualificação para as corridas de maratona ocorrerá de 1º de novembro de 2022 a 30 de abril de 2024; para os 10.000 metros, eventos combinados (heptatlo e decatlo), corridas e revezamentos de 31 de dezembro de 2022 a 30 de junho de 2024; e para os demais eventos da programação de 1º de julho de 2023 a 30 de junho de 2024.

## Regras de qualificação
Um Comitê Olímpico Nacional (CON) pode inscrever no máximo três atletas qualificados em cada evento individual se todos eles conquistarem a marca padrão durante o período de qualificação; e no máximo uma equipe de revezamento qualificada por evento. De acordo com a regra de Universalidade, qualquer CON sem um atleta qualificado ou equipe de revezamento terá permissão para enviar o atleta de cada gênero com a classificação mais alta para qualquer um dos seguintes eventos individuais, ou seja, 100 m, 800 m ou a maratona.
À semelhança da edição de 2020, o sistema de qualificação para Paris 2024 assenta em via dupla, onde a metade inicial da quota total (cerca de cinquenta por cento) será distribuída aos atletas através das marcas de qualificação aprovadas pelo World Athletics, com o restante contando com a lista de classificação mundial dentro do período de qualificação.
As marcas de qualificação podem ser obtidos em várias competições organizados e aprovados pela World Athletics dentro do prazo determinado. O período de qualificação as provas da maratona decorrerá de 1 de novembro de 2022 a 30 de abril de 2024; para os 10.000 metros, eventos combinados (heptatlo e decatlo), marchas atléticas e revezamentos de 31 de dezembro de 2022 a 30 de junho de 2024, com o restante das provas individuais de atletismo ocorrendo durante um período anual (de 1º de julho de 2023 a 30 de junho de 2024).
Nas corridas de maratona, qualquer atleta classificado acima do sexagésimo quinto lugar na lista filtrada de vagas "Road to Paris" em 30 de janeiro de 2024 será considerado para seleção imediata em seu respectivo CON nos Jogos. Após o prazo, os vinte por cento restantes das vagas totais serão determinados pelos mesmos critérios de qualificação de via dupla descritos acima, sem deslocar nenhum atleta qualificado na data definida.
Para os revezamentos de pista, no máximo dezesseis CONs qualificados têm direito a cada evento. As quatorze melhores equipes em cada corrida de revezamento no World Athletics Relays de 2024, programado para abril ou maio de 2024 em Nassau, Bahamas, reservarão diretamente uma vaga para seu evento correspondente nas Olimpíadas, enquanto as duas equipes restantes fora do qualificação principal serão selecionadas de acordo com a lista de desempenho do World Athletics para revezamentos dentro do período de qualificação (31 de dezembro de 2022 a 30 de junho de 2024).
Os CONs com mais de três atletas qualificados em um evento individual podem selecionar qualquer um deles com base em seus próprios critérios. Por exemplo, os Estados Unidos selecionam atletas com base nos resultados alcançados em sua seletiva olímpica de 2024 de atletismo, mas impõem uma política de inscrever todos os qualificados. A Suécia inscreve apenas atletas suficientes para alcançar pelo menos a oitava posição, com base na avaliação avaliada pelo CON.
Pela segunda vez consecutiva, o World Athletics publicará a ferramenta de rastreamento de qualificação Road to Paris na zona de estatísticas do site oficial do órgão regulador do esporte no último trimestre de 2023. Essa ferramenta exibirá a lista de atletas qualificados em cada evento individual e de revezamento, principalmente aqueles selecionados oficialmente por seus respectivos CON, seja por meio dos padrões de entrada aprovados pelo World Athletics ou pelo ranking mundial.

### Marcas de qualificação
Os padrões de qualificação devem ser obtidos no Campeonato Mundial de Atletismo de 2023 (programado para 19 a 27 de agosto em Budapeste, Hungria), campeonatos continentais, competições de atletismo continentais, campeonatos nacionais e testes de seleção e outras competições internacionais aprovados pela World Athletics dentro do período de qualificação determinado listado acima.
A tabela a seguir descreve os padrões as marcas de qualificação individuais para Paris 2024:
| Eventos masculinos    | Eventos masculinos | Eventos femininos     | Eventos femininos |
| Evento                | ME                 | Evento                | ME                |
| --------------------- | ------------------ | --------------------- | ----------------- |
| 100 m                 | 10.00              | 100 m                 | 11.07             |
| 200 m                 | 20.16              | 200 m                 | 22.57             |
| 400 m                 | 45.00              | 400 m                 | 50.95             |
| 800 m                 | 1:44.70            | 800 m                 | 1:59.30           |
| 1500 mª               | 3:33.50            | 1500 mª               | 4:02.50           |
| 5000 m                | 13:05.00           | 5000 m                | 14:52.00          |
| 10000 m               | 27:00.00           | 10000 m               | 30:40.00          |
| 110 m com barreiras   | 13.27              | 100 m com barreiras   | 12.77             |
| 400 m com barreiras   | 48.70              | 400 m com barreiras   | 54.85             |
| 3000 m com obstáculos | 8:15.00            | 3000 m com obstáculos | 9:23.00           |
| Maratona              | 2:08:10            | Maratona              | 2:26:50           |
| 20 km marcha atlética | 1:20:10            | 20 km marcha atlética | 1:29:20           |
| Salto em altura       | 2.33               | Salto em altura       | 1.97              |
| Salto com vara        | 5.82               | Salto com vara        | 4.73              |
| Salto em distância    | 8.27               | Salto em distância    | 6.86              |
| Salto triplo          | 17.22              | Salto triplo          | 14.55             |
| Arremesso de peso     | 21.50              | Arremesso de peso     | 18.80             |
| Lançamento de disco   | 67.20              | Lançamento de disco   | 64.50             |
| Lançamento de martelo | 78.20              | Lançamento de martelo | 74.00             |
| Lançamento de dardo   | 85.50              | Lançamento de dardo   | 64.00             |
| Decatlo               | 8460               | Heptatlo              | 6480              |

 ª O equivalente a uma milha corrida — 3:50,40 (para homens) e 4:20,90 (para mulheres) 

## Eventos de pista

### Eventos de pista masculinos

#### 100 m masculino
Note: Os padrões de qualificação excluem marcas indoor ou corridas com vento acima de 2,0 m/s.
| Forma de qualificação              | Nº de atletas | CON    | Atletas qualificados |
| ---------------------------------- | ------------- | ------ | -------------------- |
| Marca de entrada – 10.00           | 1             | Brasil | Erik Cardoso         |
| Ranking Mundial da World Athletics | 1             |        |                      |
| Vagas de Universalidade            | 1             |        |                      |
| Total                              | 56            |        |                      |

#### 200 m masculino
Note: Os padrões de qualificação excluem marcas indoor .
| Forma de qualificação              | Nº de atletas | CON | Atletas qualificados |
| ---------------------------------- | ------------- | --- | -------------------- |
| Marca de entrada – 20.16           | 1             |     |                      |
| Ranking Mundial da World Athletics | 1             |     |                      |
| Total                              | 48            |     |                      |

#### 400 m masculino
| Forma de qualificação              | Nº de atletas | CON | Atletas qualificados |
| ---------------------------------- | ------------- | --- | -------------------- |
| Marca de entrada – 45.00           | 1             |     |                      |
| Ranking Mundial da World Athletics | 1             |     |                      |
| Total                              | 48            |     |                      |

#### 800 m masculino
| Forma de qualificação              | Nº de atletas | CON | Atletas qualificados |
| ---------------------------------- | ------------- | --- | -------------------- |
| Marca de entrada – 1:44.70         | 1             |     |                      |
| Ranking Mundial da World Athletics | 1             |     |                      |
| Vagas de universalidade            | 1             |     |                      |
| Total                              | 48            |     |                      |

#### 1500 m masculino
Note: Os padrões de qualificação também incluem conquistas na corrida de milhas (3:50.40).
| Forma de qualificação              | Nº de atletas | CON | Atletas qualificados |
| ---------------------------------- | ------------- | --- | -------------------- |
| Marca de entrada – 3:33.50         | 1             |     |                      |
| Ranking Mundial da World Athletics | 1             |     |                      |
| Total                              | 45            |     |                      |

#### 5000 m masculino
| Forma de qualificação              | Nº de atletas | CON | Atletas qualificados |
| ---------------------------------- | ------------- | --- | -------------------- |
| Marca de entrada – 13:05.00        | 1             |     |                      |
| Ranking Mundial da World Athletics | 1             |     |                      |
| Total                              | 42            |     |                      |

#### 10 000 m masculino
| Forma de qualificação              | Nº de atletas | CON | Atletas qualificados |
| ---------------------------------- | ------------- | --- | -------------------- |
| Marca de entrada – 27:00.00        | 1             |     |                      |
| Ranking Mundial da World Athletics | 1             |     |                      |
| Total                              | 27            |     |                      |

#### 110 m com barreiras masculino
Note: Os padrões de qualificação excluem marcas indoor ou corridas com vento acima de 2,0 m/s.
| Forma de qualificação              | Nº de atletas | CON | Atletas qualificados |
| ---------------------------------- | ------------- | --- | -------------------- |
| Marca de entrada – 13.27           | 1             |     |                      |
| Ranking Mundial da World Athletics | 1             |     |                      |
| Total                              | 40            |     |                      |

#### 400 m com barreiras masculino
| Forma de qualificação              | Nº de atletas | CON | Atletas qualificados |
| ---------------------------------- | ------------- | --- | -------------------- |
| Marca de entrada – 48.70           | 1             |     |                      |
| Ranking Mundial da World Athletics | 1             |     |                      |
| Total                              | 40            |     |                      |

#### 3000 m com barreiras masculino
| Forma de qualificação              | Nº de atletas | CON | Atletas qualificados |
| ---------------------------------- | ------------- | --- | -------------------- |
| Marca de entrada – 8:15.00         | 1             |     |                      |
| Ranking Mundial da World Athletics | 1             |     |                      |
| Total                              | 36            |     |                      |

### Eventos de pista femininos

#### 100 m feminino
Nota: Os padrões de qualificação excluem marcas indoor ou corridas com vento acima de 2,0 m/s.
| Forma de qualificação              | Nº de atletas | CON | Atletas qualificados |
| ---------------------------------- | ------------- | --- | -------------------- |
| Marca de entrada – 11.07           | 1             |     |                      |
| Ranking Mundial da World Athletics | 1             |     |                      |
| Vagas de universalidade            | 1             |     |                      |
| Total                              | 56            |     |                      |

#### 200 m feminino
Nota: Os padrões de qualificação marcas conquistas internas.
| Forma de qualificação              | Nº de atletas | CON | Atletas qualificados |
| ---------------------------------- | ------------- | --- | -------------------- |
| Marca de entrada – 22.57           | 1             |     |                      |
| Ranking Mundial da World Athletics | 1             |     |                      |
| Total                              | 48            |     |                      |

#### 400 m feminino
| Forma de qualificação              | Nº de atletas | CON | Atletas qualificados |
| ---------------------------------- | ------------- | --- | -------------------- |
| Marca de entrada – 50.95           | 1             |     |                      |
| Ranking Mundial da World Athletics | 1             |     |                      |
| Total                              | 48            |     |                      |

#### 800 m feminino
| Forma de qualificação              | Nº de atletas | CON | Atletas qualificados |
| ---------------------------------- | ------------- | --- | -------------------- |
| Marca de entrada – 1:59.30         | 1             |     |                      |
| Ranking Mundial da World Athletics | 1             |     |                      |
| Vagas de universalidade            | 1             |     |                      |
| Total                              | 48            |     |                      |

#### 1500 m feminino
Nota: Os padrões de qualificação também incluem marcas em corridas de milhas (4:20,90).
| Forma de qualificação              | Nº de atletas | CON | Atletas qualificados |
| ---------------------------------- | ------------- | --- | -------------------- |
| Marca de entrada – 4:02.50         | 1             |     |                      |
| Ranking Mundial da World Athletics | 1             |     |                      |
| Total                              | 45            |     |                      |

#### 5000 m feminino
| Forma de qualificação              | Nº de atletas | CON | Atletas qualificados |
| ---------------------------------- | ------------- | --- | -------------------- |
| Marca de entrada – 14:52.00        | 1             |     |                      |
| Ranking Mundial da World Athletics | 1             |     |                      |
| Total                              | 42            |     |                      |

#### 10 000 m feminino
| Forma de qualificação              | Nº de atletas | CON | Atletas qualificados |
| ---------------------------------- | ------------- | --- | -------------------- |
| Marca de entrada – 30:40.00        | 1             |     |                      |
| Ranking Mundial da World Athletics | 1             |     |                      |
| Total                              | 27            |     |                      |

#### 100 m com barreiras feminino
Nota: Os padrões de qualificação excluem marcas indoor ou corridas com ventos acima de 2,0 m/s.
| Forma de qualificação              | Nº de atletas | CON | Atletas qualificados |
| ---------------------------------- | ------------- | --- | -------------------- |
| Marca de entrada – 12.77           | 1             |     |                      |
| Ranking Mundial da World Athletics | 1             |     |                      |
| Total                              | 40            |     |                      |

#### 400 m com barreiras feminino
| Forma de qualificação              | Nº de atletas | CON | Atletas qualificados |
| ---------------------------------- | ------------- | --- | -------------------- |
| Marca de entrada – 54.85           | 1             |     |                      |
| Ranking Mundial da World Athletics | 1             |     |                      |
| Total                              | 40            |     |                      |

#### 3000 m com barreiras feminino
| Forma de qualificação              | Nº de atletas | CON | Atletas qualificados |
| ---------------------------------- | ------------- | --- | -------------------- |
| Marca de entrada – 9:23.00         | 1             |     |                      |
| Ranking Mundial da World Athletics | 1             |     |                      |
| Total                              | 36            |     |                      |

## Eventos de estrada

### Eventos de estrada masculino

#### Maratona masculina
| Forma de qualificação              | Nº de atletas | CON           | Atletas qualificados |
| ---------------------------------- | ------------- | ------------- | -------------------- |
| Marca de entrada – 2:08:10         | 3             | ETH Etiópia   |                      |
| Marca de entrada – 2:08:10         | 3             | JPN Japão     |                      |
| Marca de entrada – 2:08:10         | 3             | KEN Quênia    |                      |
| Marca de entrada – 2:08:10         | 3             | ESP Espanha   |                      |
| Marca de entrada – 2:08:10         | 2             | ERI Eritreia  |                      |
| Marca de entrada – 2:08:10         | 1             | AUS Austrália |                      |
| Marca de entrada – 2:08:10         | 1             | DJI Djibuti   |                      |
| Marca de entrada – 2:08:10         | 1             | FRA França    |                      |
| Marca de entrada – 2:08:10         | 1             | ISR Israel    |                      |
| Marca de entrada – 2:08:10         | 1             | MAR Marrocos  |                      |
| Marca de entrada – 2:08:10         | 1             | NOR Noruega   |                      |
| Marca de entrada – 2:08:10         | 1             | TAN Tanzânia  |                      |
| Marca de entrada – 2:08:10         | 1             | TUR Turquia   |                      |
| Marca de entrada – 2:08:10         | 1             | ZIM Zimbabwe  |                      |
| Ranking Mundial da World Athletics | 1             |               |                      |
| Vaga de Universalidade             | 1             |               |                      |
| Total                              | 80            |               |                      |

#### Marcha atlética 20 km masculina
| Forma de qualificação              | Nº de atletas | CON | Atletas qualificados |
| ---------------------------------- | ------------- | --- | -------------------- |
| Marca de entrada – 1:20:10         | 1             |     |                      |
| Ranking Mundial da World Athletics | 1             |     |                      |
| Total                              | 48            |     |                      |

### Eventos de estada feminina

#### Maratona feminina
| Forma de qualificação              | Nº de atletas | CON                | Atletas qualificados |
| ---------------------------------- | ------------- | ------------------ | -------------------- |
| Marca de entrada – 2:26:50         | 3             | ETH Etiópia        |                      |
| Marca de entrada – 2:26:50         | 3             | JPN Japão          |                      |
| Marca de entrada – 2:26:50         | 3             | KEN Quênia         |                      |
| Marca de entrada – 2:26:50         | 2             | BRN Bahrein        |                      |
| Marca de entrada – 2:26:50         | 2             | GBR Grã-Bretanha   |                      |
| Marca de entrada – 2:26:50         | 1             | AUS Austrália      |                      |
| Marca de entrada – 2:26:50         | 1             | CRO Croácia        |                      |
| Marca de entrada – 2:26:50         | 1             | ERI Eritreia       |                      |
| Marca de entrada – 2:26:50         | 1             | ISR Israel         |                      |
| Marca de entrada – 2:26:50         | 1             | ITA Itália         |                      |
| Marca de entrada – 2:26:50         | 1             | MAR Marrocos       |                      |
| Marca de entrada – 2:26:50         | 1             | PER Peru           |                      |
| Marca de entrada – 2:26:50         | 1             | RSA África do Sul  |                      |
| Marca de entrada – 2:26:50         | 1             | ESP Espanha        |                      |
| Marca de entrada – 2:26:50         | 1             | SWE Suécia         |                      |
| Marca de entrada – 2:26:50         | 1             | UGA Uganda         |                      |
| Marca de entrada – 2:26:50         | 1             | USA Estados Unidos |                      |
| Ranking Mundial da World Athletics | 1             |                    |                      |
| Vaga de Univrsalidade              | 1             |                    |                      |
| Total                              | 80            |                    |                      |

#### Marcha atlética 20 km feminina
| Forma de qualificação              | Nº de atletas | CON | Atletas qualificados |
| ---------------------------------- | ------------- | --- | -------------------- |
| Marca de entrada– 1:29:20          | 1             |     |                      |
| Ranking Mundial da World Athletics | 1             |     |                      |
| Total                              | 48            |     |                      |

## Eventos de campo

### Eventos de campo masculino

#### Salto em altura masculino
| Forma de qualificação              | Nº de atletas | CON | Atletas qualificados |
| ---------------------------------- | ------------- | --- | -------------------- |
| Marca de entrada – 2.33            | 1             |     |                      |
| Ranking Mundial da World Athletics | 1             |     |                      |
| Total                              | 32            |     |                      |

#### Salto com vara masculino
| Forma de qualificação              | Nº de atletas | CON | Atletas qualificados |
| ---------------------------------- | ------------- | --- | -------------------- |
| Marca de entrada – 5.82            | 1             |     |                      |
| Ranking Mundial da World Athletics | 1             |     |                      |
| Total                              | 32            |     |                      |

#### Salto em distância masculino
| Forma de qualificação              | Nº de atletas | CON | Atletas qualificados |
| ---------------------------------- | ------------- | --- | -------------------- |
| Marca de entrada – 8.27            | 1             |     |                      |
| Ranking Mundial da World Athletics | 1             |     |                      |
| Total                              | 32            |     |                      |

#### Salto triplo masculino
| Forma de qualificação              | Nº de atletas | CON | Atletas qualificados |
| ---------------------------------- | ------------- | --- | -------------------- |
| Marca de entrada – 17.22           | 1             |     |                      |
| Ranking Mundial da World Athletics | 1             |     |                      |
| Total                              | 32            |     |                      |

#### Arremesso de peso masculino
| Forma de qualificação              | Nº de atletas | CON | Atletas qualificados |
| ---------------------------------- | ------------- | --- | -------------------- |
| Marca de entrada – 21.50           | 1             |     |                      |
| Ranking Mundial da World Athletics | 1             |     |                      |
| Total                              | 32            |     |                      |

#### Lançamento de disco masculino
| Forma de qualificação              | Nº de atletas | CON | Atletas qualificados |
| ---------------------------------- | ------------- | --- | -------------------- |
| Marca de entrada – 67.20           | 1             |     |                      |
| Ranking Mundial da World Athletics | 1             |     |                      |
| Total                              | 32            |     |                      |

#### Lançamento de martelo masculino
| Forma de qualificação              | Nº de atletas | CON | Atletas qualificados |
| ---------------------------------- | ------------- | --- | -------------------- |
| Marca de entrada – 78.20           | 1             |     |                      |
| Ranking Mundial da World Athletics | 1             |     |                      |
| Total                              | 32            |     |                      |

#### Lançamento de dardo masculino
| Forma de qualificação              | Nº de atletas | CON | Atletas qualificados |
| ---------------------------------- | ------------- | --- | -------------------- |
| Marca de entrada – 85.50           | 1             |     |                      |
| Ranking Mundial da World Athletics | 1             |     |                      |
| Total                              | 32            |     |                      |

### Eventos de campo feminino

#### Salto em altura feminino
| Forma de qualificação              | Nº de atletas | CON | Atletas qualificados |
| ---------------------------------- | ------------- | --- | -------------------- |
| Marca de entrada – 1.97            | 1             |     |                      |
| Ranking Mundial da World Athletics | 1             |     |                      |
| Total                              | 32            |     |                      |

#### Salto com vara feminino
| Forma de qualificação              | Nº de atletas | CON | Atletas qualificados |
| ---------------------------------- | ------------- | --- | -------------------- |
| Marca de entrada – 4.73            | 1             |     |                      |
| Ranking Mundial da World Athletics | 1             |     |                      |
| Total                              | 32            |     |                      |

#### Salto em distância feminino
| Forma de qualificação              | Nº de atletas | CON | Atletas qualificados |
| ---------------------------------- | ------------- | --- | -------------------- |
| Marca de entrada – 6.86            | 1             |     |                      |
| Ranking Mundial da World Athletics | 1             |     |                      |
| Total                              | 32            |     |                      |

#### Salto triplo feminino
| Forma de qualificação              | Nº de atletas | CON | Atletas qualificados |
| ---------------------------------- | ------------- | --- | -------------------- |
| Marca de entrada – 14.55           | 1             |     |                      |
| Ranking Mundial da World Athletics | 1             |     |                      |
| Total                              | 32            |     |                      |

#### Arremesso de peso feminino
| Forma de qualificação              | Nº de atletas | CON | Atletas qualificados |
| ---------------------------------- | ------------- | --- | -------------------- |
| Marca de entrada – 18.80           | 1             |     |                      |
| Ranking Mundial da World Athletics | 1             |     |                      |
| Total                              | 32            |     |                      |

#### Lançamento de disco feminino
| Forma de qualificação              | Nº de atletas | CON | Atletas qualificados |
| ---------------------------------- | ------------- | --- | -------------------- |
| Marca de entrada – 64.50           | 1             |     |                      |
| Ranking Mundial da World Athletics | 1             |     |                      |
| Total                              | 32            |     |                      |

#### Lançamento de martelo feminino
| Forma de qualificação              | Nº de atletas | CON | Atletas qualificados |
| ---------------------------------- | ------------- | --- | -------------------- |
| Marca de entrada – 74.00           | 1             |     |                      |
| Ranking Mundial da World Athletics | 1             |     |                      |
| Total                              | 32            |     |                      |

#### Lançamento de dardo feminino
| Forma de qualificação              | Nº de atletas | CON | Atletas qualificados |
| ---------------------------------- | ------------- | --- | -------------------- |
| Marca de entrada – 64.00           | 1             |     |                      |
| Ranking Mundial da World Athletics | 1             |     |                      |
| Total                              | 32            |     |                      |

## Eventos combinados

### Decatlo masculino
| Forma de qualificação              | Nº de atletas | CON | Atletas qualificados |
| ---------------------------------- | ------------- | --- | -------------------- |
| Marca de entrada – 8460            | 1             |     |                      |
| Ranking Mundial da World Athletics | 1             |     |                      |
| Total                              | 24            |     |                      |

### Heptatlo feminino
| Forma de qualificação              | Nº de atletas | CON | Atletas qualificados |
| ---------------------------------- | ------------- | --- | -------------------- |
| Marca de entrada – 6480            | 1             |     |                      |
| Ranking Mundial da World Athletics | 1             |     |                      |
| Total                              | 24            |     |                      |

## Eventos de revezamento

### Revezamento 4 x 100 m masculino
| Forma de qualificação                               | Nº de equipes | Equipes qualificadas |
| --------------------------------------------------- | ------------- | -------------------- |
| World Athletics Relays de 2024                      | 14            |                      |
| Ranking da World Athletics (em 30 de junho de 2024) | 2             |                      |
| Total                                               | 16            |                      |

### Revezamento 4 x 400 m masculino
| Forma de qualificação                               | Nº de equipes | Equipes qualificadas |
| --------------------------------------------------- | ------------- | -------------------- |
| World Athletics Relays de 2024                      | 14            |                      |
| Ranking da World Athletics (em 30 de junho de 2024) | 2             |                      |
| Total                                               | 16            |                      |

### Revezamento 4 x 100 m feminino
| Forma de qualificação                               | Nº de equipes | Equipes qualificadas |
| --------------------------------------------------- | ------------- | -------------------- |
| World Athletics Relays de 2024                      | 14            |                      |
| Ranking da World Athletics (em 30 de junho de 2024) | 2             |                      |
| Total                                               | 16            |                      |

### Revezamento 4 x 400 m feminino
| Forma de qualificação                               | Nº de equipes | Equipes qualificadas |
| --------------------------------------------------- | ------------- | -------------------- |
| World Athletics Relays de 2024                      | 14            |                      |
| Ranking da World Athletics (em 30 de junho de 2024) | 2             |                      |
| Total                                               | 16            |                      |

### Revezamento 4 x 400 m misto
| Forma de qualificação                               | Nº de equipes | Equipes qualificadas |
| --------------------------------------------------- | ------------- | -------------------- |
| World Athletics Relays de 2024                      | 14            |                      |
| Ranking da World Athletics (em 30 de junho de 2024) | 2             |                      |
| Total                                               | 16            |                      |

### Marcha atlética 35 km misto
| Forma de qualificação                               | Nº de equipes | Equipes qualificadas |
| --------------------------------------------------- | ------------- | -------------------- |
| World Athletics Marcha Atlética misto de 2024       | 16            |                      |
| Ranking da World Athletics (em 30 de junho de 2024) | 9             |                      |
| Total                                               | 25            |                      |